# ADF Siquirreña
La ADF Siquirres es un equipo de fútbol de Costa Rica que juega en la Primera División de LINAFA.

## Historia
Fue fundado en el año 2010 en la ciudad de Siquirres, en la Provincia de Limón y logró el ascenso a la Primera División de LINAFA al año siguiente de haberse formado, siendo dirigidos por Carlos Calvo Calderón.
En la temporada 2011/12 accedieron a la final del torneo, pero perdieron ante Finca Austria de Nosara 2-3 en el marcador global. En ese mismo año jugaron la primera edición de la Copa Caribe, en la cual participaron 8 equipos de la Región del Atlántico. En esta edición llegaron a la final, en la cual enfrentaron a Turrialba, al que vencieron 7-6 en penales luego de quedar 0-0 en el tiempo regular.
En la temporada siguiente volvieron a acceder a la final, pero esta vez lograron vencer a Jicaral Secoba por marcador de 1-0 en el global y ascendieron a la Segunda División de Costa Rica por primera vez en su historia.

## Liga de Ascenso

### Temporada 2013-2014
Debutó el sábado 10 de agosto de 2013 en un partido que disputó como local frente al Municipal Liberia en el estadio Ébal Rodríguez, el partido finalizó 2-2. El primer gol de Siquirres en Segunda División lo marcó Andrey Pérez de penal y el segundo tanto fue de Michael Barrantes Barret. Por Liberia marcaron Steven Arias y José Mario Traña.
En el torneo de Apertura fue colocado en el grupo A junto a Alajuela Junior, San Carlos, Barrio México, Cariari de Pococí, Jicaral Sercoba, Guanacasteca, Municipal Liberia y Ramonense, este último no puedo participar por una millonaria deuda con la Caja Costarricense del Seguro Social.
En este torneo finalizó en el octavo puesto con 15 puntos.

## Trayectoria
- Primera División de LINAFA: 1

2012/13
- Segunda División de LINAFA Zona Atlántica: 1

2009/10
- Copa Caribe: 1

2011/12
- Copa La Amistad: 1

2012/13

## Palmarés
Torneos de Liga y Ascenso
- Campeón Nacional de Segunda División de LINAFA  Zona Atlántica (1): 2009-10
- Campeón Nacional de Primera División de LINAFA (1): 2012-13